# Вол (Пенсилванија)
Вол (енгл. Wall) град је у америчкој савезној држави Пенсилванија.

## Демографија
По попису из 2010. године број становника је 580, што је 147 (-20,2%) становника мање него 2000. године.
| Група             | 2000.       | 2010.       |
| Белци             | 705 (97,0%) | 519 (89,5%) |
| Афроамериканци    | 15 (2,1%)   | 41 (7,1%)   |
| Азијати           | 1 (0,1%)    | 3 (0,5%)    |
| Хиспаноамериканци | 2 (0,3%)    | 6 (1,0%)    |
| Укупно            | 727         | 580         |